# Physcomitrium badium
Physcomitrium badium är en bladmossart som beskrevs av Brotherus 1900. Physcomitrium badium ingår i släktet huvmossor, och familjen Funariaceae. Inga underarter finns listade i Catalogue of Life.